# Episodi di Stadtklinik (settima stagione)
La settima stagione della serie televisiva Stadtklinik è stata trasmessa in anteprima in Germania dalla RTL tra il 26 settembre 1996 e il 19 dicembre 1996.
| nº | Titolo originale     | Titolo italiano | Prima TV Germania | Prima TV Italia |
| -- | -------------------- | --------------- | ----------------- | --------------- |
| 1  | Die Geburt           | inedito         | 26 settembre 1996 | inedito         |
| 2  | Die Täuschung        | inedito         | 10 ottobre 1996   | inedito         |
| 3  | Doppeltes Spiel      | inedito         | 17 ottobre 1996   | inedito         |
| 4  | Der Revolutionär     | inedito         | 24 ottobre 1996   | inedito         |
| 5  | Das Geständnis       | inedito         | 31 ottobre 1996   | inedito         |
| 6  | Herzlos              | inedito         | 7 novembre 1996   | inedito         |
| 7  | Klaras Opfer         | inedito         | 14 novembre 1996  | inedito         |
| 8  | Untreu               | inedito         | 21 novembre 1996  | inedito         |
| 9  | Auf Bestellung       | inedito         | 28 novembre 1996  | inedito         |
| 10 | Ehrgeiz              | inedito         | 5 dicembre 1996   | inedito         |
| 11 | Unerwünschter Besuch | inedito         | 12 dicembre 1996  | inedito         |
| 12 | Die Rückkehr         | inedito         | 19 dicembre 1996  | inedito         |